# 智利华人
智利华人是有中国血统的智利人。在圣地亚哥圣迭戈街与阿隆索·奥瓦列街一带，有一条唐人街。截至2019年，約有13000華人定居智利。

## 移民历史
在硝石战争（1879-1883）中，有1200名到1500名秘鲁的中国劳动者倒向了智利一方，由此，在战争结束后，他们成为了智利公民。

## 著名人士
- Jorge Chiong：兰帕市镇的劳动主管。
- Oscar Lee Chong：前足球运动员。
- Run Fang Cheng：舞蹈演员，智利电视节目《红（英语：Rojo (series)）》的参与者。
- Diego Lin Chou：作家。
- Viviana Shieh：歌手。